# 11606 Almary
11606 Almary eller 1995 UU6 är en asteroid i huvudbältet som upptäcktes den 19 oktober 1995 av den amerikanske astronomen David J. Tholen vid Kitt Peak-observatoriet. Den är uppkallad efter upptäckarens föräldrar Alfred och Mary Tholen.